# Чираа-Бажи
Сільське поселення (сумон) Чираа-Бажи (тив.: Чыраа-Бажы) входить до складу Дзун-Хемчицького кожууну Республіки Тива Російської Федерації.

## Населення
Населення сумона станом на 1 січня року
| Рік    | 2011 | 2012 | 2013 | 2014 | 2015 |
| ------ | ---- | ---- | ---- | ---- | ---- |
| Насел. | 1507 | 1480 | 1443 | 1427 | 1387 |

## Галерея

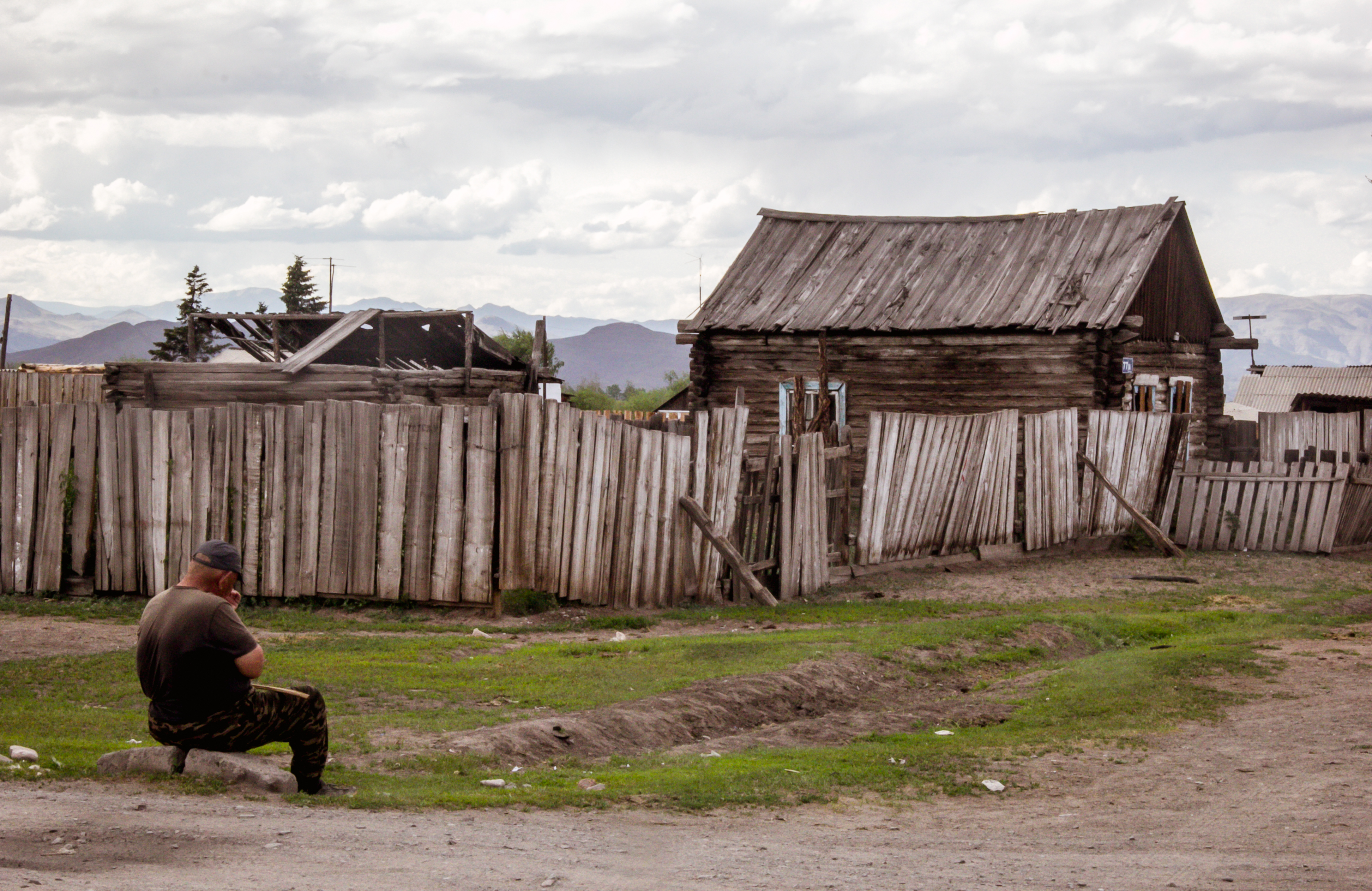
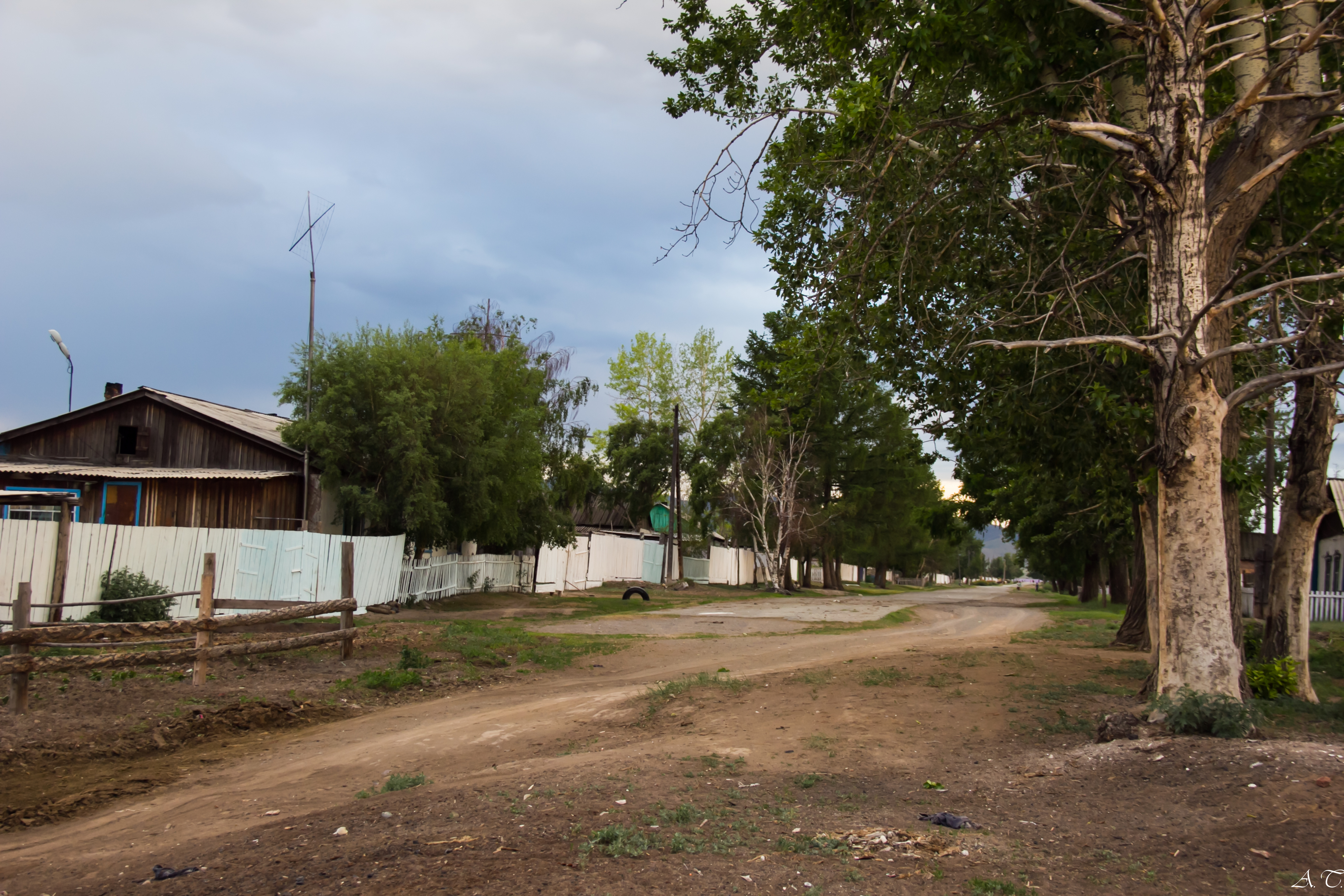
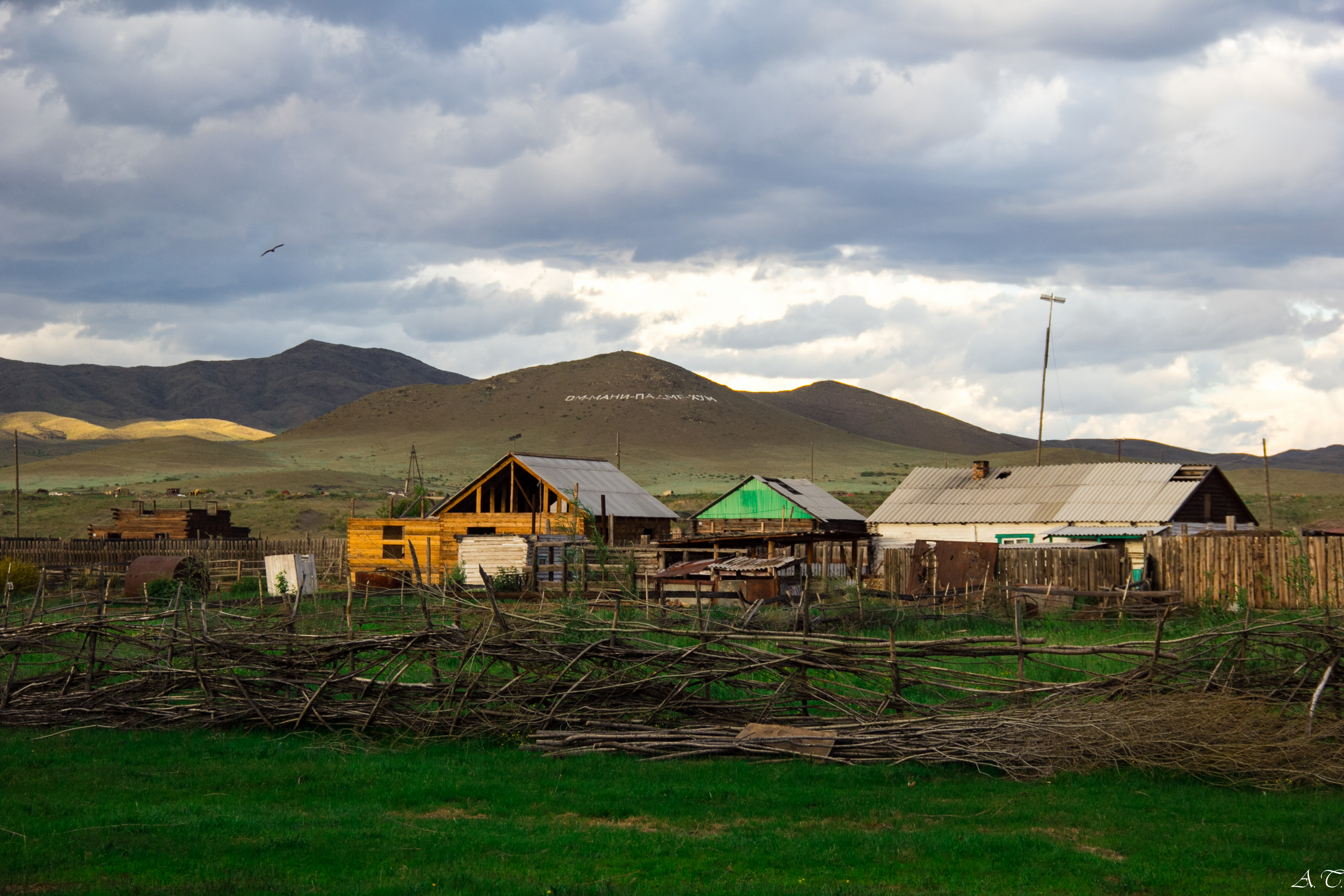